# Sally Gunnell
Sally Jane Janet Gunnell, angleška atletinja, * 29. julij 1966, Chigwell, Essex, Anglija, Združeno kraljestvo.
Nastopila je na poletnih olimpijskih igrah v letih 1988, 1992 in 1996, leta 1992 je dosegla največji uspeh v karieri z osvojitvijo naslova olimpijske prvakinje v teku na 400 m z ovirami in bronasto medaljo v štafeti 4x400 m. Na svetovnih prvenstvih je osvojila zlato in srebrno medaljo v teku na 400 m z ovirami in bronasto v štafeti 4x400 m, na evropskih prvenstvih pa zlato v teku na 400 m z ovirami in bronasto v štafeti 4x400 m. 19. avgusta 1993 je postavila svetovni rekord v teku na 400 m z ovirami s časom 52,74 s, veljal je dve leti.